# Enginyeria

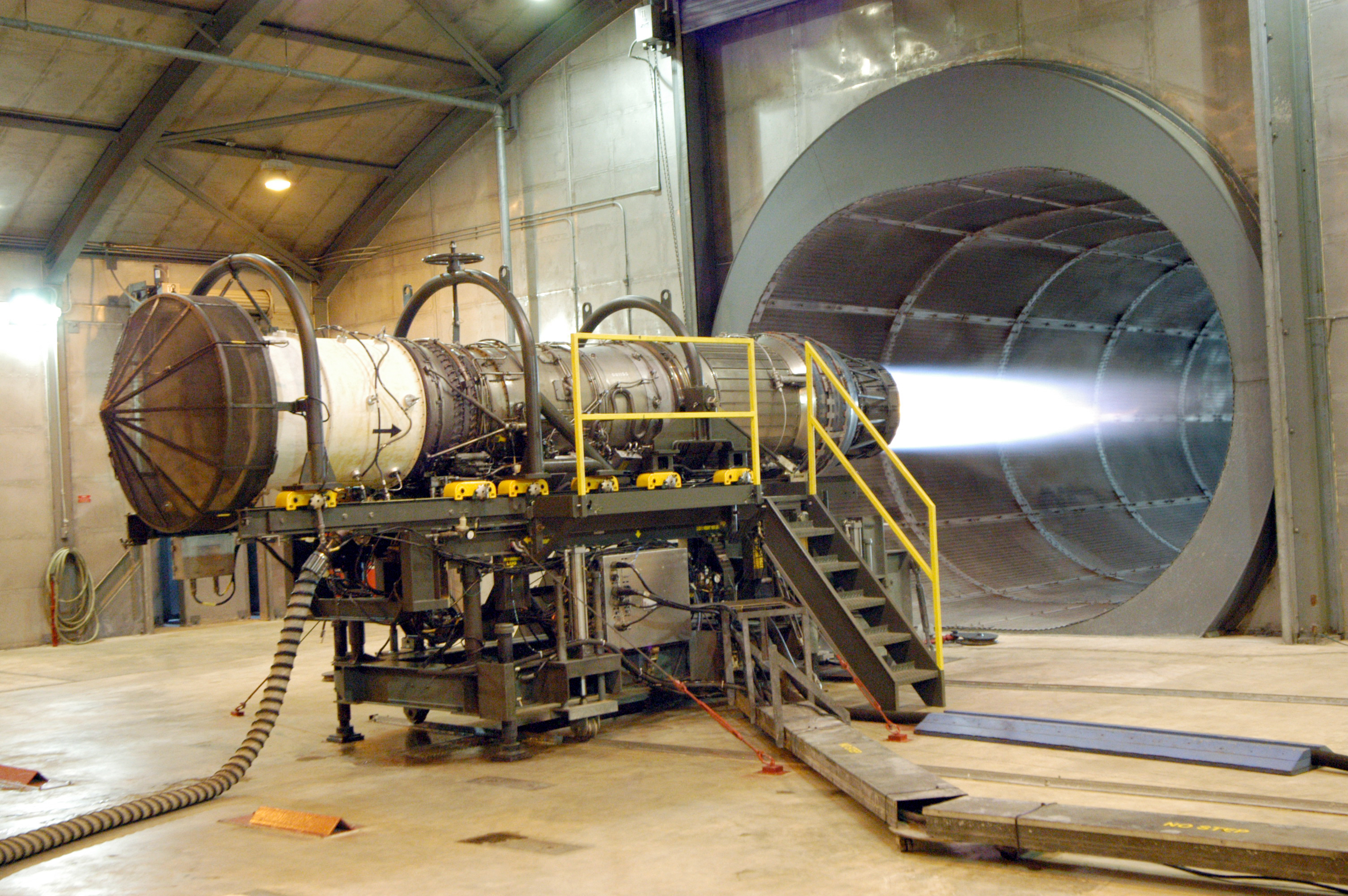
Un motor F-15 Eagle Pratt & Whitney F100 turboventilador dissenyat per enginyers aerospacials

L'enginyeria és l'aplicació pràctica de la ciència i la tecnologia. En l'enginyeria s'utilitzen coneixements de les matemàtiques, les ciències naturals, i d'altres ciències, obtinguts a través de l'estudi, l'experiència i la pràctica, són aplicats amb criteri i amb consciència al desenvolupament de mitjans per a utilitzar econòmicament amb responsabilitat social i basats en una ètica professional, els materials i les forces de la naturalesa per a benefici de la humanitat. Les persones que es dediquen a ella reben el nom d'enginyers o enginyeres.
L'American Engineers' Council for Professional Development (ECPD, el predecessor de l'ABET) defineix l'"enginyeria" com:
| « | L'aplicació creativa dels principis científics per a dissenyar o desenvolupar estructures, màquines, aparells, o processos de fabricació, o treballs que els utilitzen sols o combinats, o per a construir o operar amb aquests amb total coneixement del seu disseny; o per a preveure el seu comportament en condicions de funcionament específics; tot respecte de la funció pretesa, l'economia de l'operació i la integritat de la vida i la propietat. | » |

En els estudis des del punt de vista de l'enginyeria són vàlids alguns mètodes que no ho són als científics, ja que busquen l'obtenció de resultats reals, i es poden permetre aproximacions, valoracions segons l'experiència i aplicacions de diversos mètodes i coneixements (científic, experimental, etc.). Són molt importants els ordres de magnitud, per exemple, i el plantejament de preguntes i de respostes, ja que l'objectiu no és aconseguir el major nombre de xifres decimals d'un resultat sinó una solució a un problema real no plantejat científicament, i que pot tenir per resposta, per exemple, un «sí».

## Història

### Origen
El concepte d'enginyeria ha existit des de temps remots quan els éssers humans conceberen invencions fonamentals com la politja, la palanca, i la roda. Cadascuna d'aquestes invencions és coherent amb la definició moderna de l'enginyeria com l'explotació dels principis bàsics de la mecànica per a desenvolupar eines útils i objectes.
El terme en si té una etimologia molt més recent, derivada de la paraula enginyer, que al seu torn es remunta al 1325, quan la paraula s'utilitzava per referir-se a "un constructor de maquinària (o enginys) militars". La paraula "enginy" en si mateixa té encara un origen molt més antic, en última instància, es deriva del llatí "Ingenium" (vers el 1250), que significa "capacitat innata, sobretot en capacitat mental, de la que en deriva una inventiva intel·ligent."
Més tard, derivades del disseny d'estructures civils, com ponts i edificis, sorgí, com a disciplina tècnica, el terme d'enginyeria civil entrant en el lèxic com una forma de distingir entre les especialitats basades en la construcció d'aquests projectes no militars i els que participen en la disciplina d'enginyeria militar.
El terme va evolucionar més endavant per a incloure totes les àrees en què s'utilitzen tècniques per a aplicar el mètode científic. En altres llengües com l'àrab, la paraula enginyeria també significa geometria.

### Edat antiga

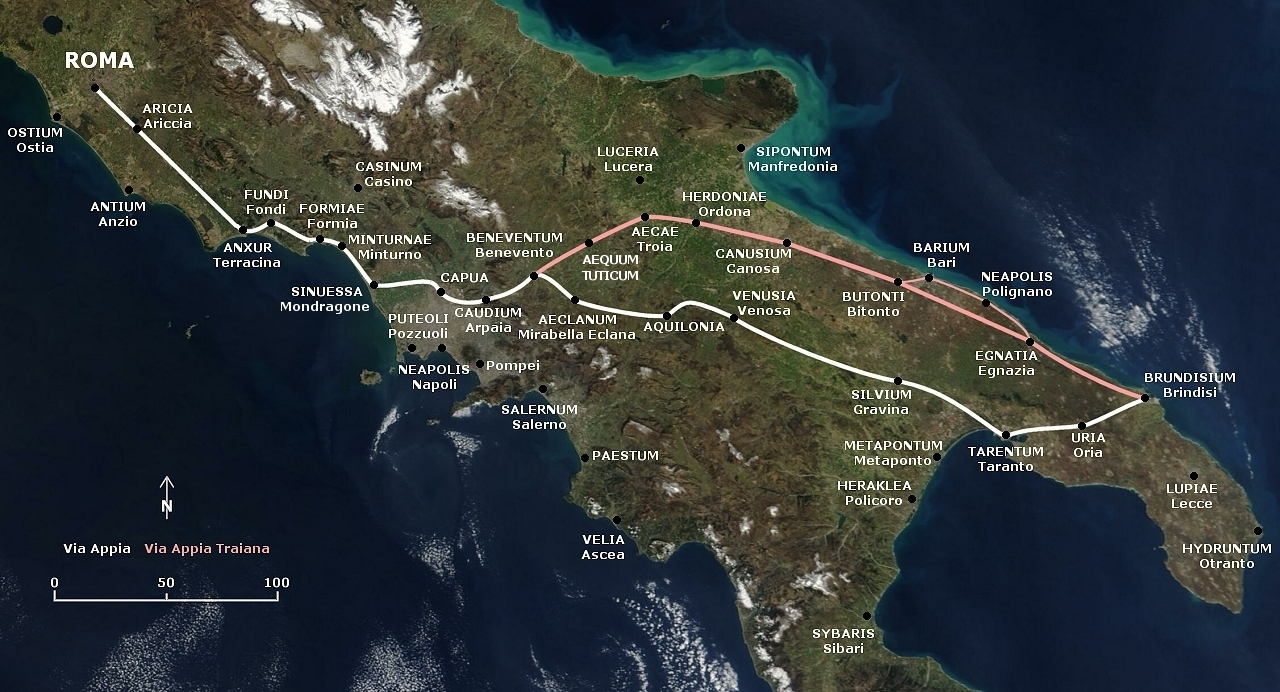
El disseny i la planificació d'infraestructures com la Via Appia requereixen coneixements que avui en dia es troben emmarcats en el camp de l'enginyeria.

L'Acròpolis i el Partenó a Grècia, els aqüeductes romans, la Via Appia i el Colosseu, els Jardins penjants de Babilònia, el Far d'Alexandria, les piràmides d'Egipte, el Teotihuacan i les ciutats i les piràmides dels imperis maies, inques i asteques, la Gran Muralla Xinesa, la Stupa budista i Canal Yoda a Sri Lanka, entre molts altres, queden com un testimoni de l'enginy i l'habilitat dels antics enginyers civils i militars.
El primer enginyer civil conegut pel seu nom probablement és Imhotep. Com un dels funcionaris del Faraó d'Egipte, Djoser, probablement dissenyà i supervisà la construcció de la piràmide de Djoser a Saqqara a Egipte al voltant de 2630-2611 aC. També pot haver estat responsable de la primera utilització de columnes conegut en l'arquitectura.
A l'antiga Grècia es desenvoluparen màquines tant en els camps civil com militar. El mecanisme d'Anticitera, és el primer model d'un equip mecànic conegut de la història, i la mecànica de les invencions d'Arquimedes són exemples de principis de l'enginyeria mecànica. Algunes de les invencions d'Arquímedes, així com el mecanisme Antikythera requereix coneixements avançats de còmput diferencial o engranatges epicicloïdals, dos principis clau en la teoria de màquines que van ajudar a dissenyar el canvi de marxes dels trens de la revolució industrial i que encara s'usen a bastament avui dia en diversos camps com la robòtica i l'enginyeria automobilística.
Els exèrcits xinès, grec i romà empraven maquinària complexa i invencions militars, com l'artilleria que fou desenvolupada pels grecs al voltant del segle iv aC; el trirrem, la ballesta i la catapulta. A l'edat mitjana, es va desenvolupar el trabuquet.

### Renaixement
William Gilbert es pot considerar el primer enginyer elèctric gràcies a la publicació el 1600 de la seva obra De Magnete, on s'introdueix per primer cop el terme "electricitat". La primera màquina de vapor fou construïda el 1698 per l'enginyer mecànic Thomas Savery. El desenvolupament d'aquest dispositiu donà lloc a la Revolució industrial als següents decennis, cosa que permeté l'inici de la producció en sèrie.
Amb l'auge de l'enginyeria com a professió durant el segle xviii, el terme esdevingué més restrictiu, i s'aplicà únicament a aquells camps en els quals s'usaven els principis de les matemàtiques i la ciència. A més de les branques militars i civils, el que llavors es coneixia com a arts mecàniques s'incorporà a l'enginyeria.

### Revolució Industrial i actualitat
.

Animació que exemplifica el funcionament d'una màquina de vapor. La seva invenció és una de les claus de la Revolució Industrial

Els orígens formals de l'enginyeria elèctrica es poden situar en els experiments d'Alessandro Volta a l'inici del segle xix, i en les investigacions de Michael Faraday, Georg Ohm i d'altres, així com en la invenció del motor elèctric el 1872. El treball de James Maxwell i Heinrich Hertz a final del segle xix va donar lloc a la disciplina de l'electrònica. Després de la invenció de la vàlvula electrònica i del transistor el desenvolupament d'electrònica es va veure fortament accelerat, fins a tal punt que els enginyers elèctrics i electrònics són més nombrosos en l'actualitat que els seus col·legues de qualsevol altra especialitat de l'enginyeria.
Les invencions de Thomas Savery i l'enginyer escocès James Watt van donar lloc a la moderna concepció de l'enginyeria mecànica. El desenvolupament d'equips especialitzats i de les seves eines de manteniment durant la Revolució industrial van donar lloc al ràpid creixement de l'enginyeria mecànica, tant en el seu lloc d'origen, el Regne Unit, com posteriorment a la resta del món.
L'enginyeria química, igual que la seva homòloga mecànica, fou desenvolupada durant el segle xix durant la Revolució Industrial. La fabricació a escala industrial exigia nous materials i processos i, al voltant de 1880, la necessitat de producció a gran escala de productes químics és tan gran que es creà una nova indústria, dedicada al desenvolupament i la fabricació a gran escala de productes químics en noves plantes industrials. El paper de l'enginyer químic va ser el disseny d'aquestes plantes químiques i els seus processos.
L'enginyeria aeronàutica s'ocupa de disseny de les aeronaus, mentre que l'enginyeria aeroespacial és un terme més modern que expandeix l'abast de la disciplina, per a incloure el disseny de naus espacials. Els seus orígens es remunten als pioners de l'aviació, al pas del segle xix al xx, encara que recentment el treball de Sir George Cayley ha estat datat a la darrera dècada del segle xviii. Els principis dels coneixements d'enginyeria aeronàutica eren en gran manera empírics amb alguns conceptes i habilitats procedents d'altres branques de l'enginyeria. Només una dècada després que l'èxit dels vols dels Wright, a la dècada de 1920 s'amplia el desenvolupament d'enginyeria aeronàutica a través del desenvolupament de les aeronaus militars de la Primera Guerra Mundial. Mentrestant, la investigació per proporcionar una base científica se centrava en la combinació de la física teòrica amb els experiments.
El primer doctorat en enginyeria («ciència aplicada i enginyeria civil») fou concedit als Estats Units i va ser per Willard Gibbs a la Universitat Yale el 1863, a més també era el segon doctorat concedit en ciència als Estats Units.
En la dècada de 1970, amb l'augment de la tecnologia informàtica, apareix la branca coneguda com a enginyeria informàtica. El primer motor de cerca fou creat el 1990 per l'enginyer Alan Emtage.

## Metodologia de l'enginyeria
L'enginyeria identifica, compren, analitza i avalua els requeriments, especificacions, restriccions i límits per concebre o dissenyar una o més propostes adients. Alguns dels criteris a tenir en compte són els recursos materials, humans, temporals i econòmics disponibles; les limitacions físiques, tècniques, legals, ètiques, socials, polítiques i ambientals; les viabilitats tècnica, social, ambiental i econòmica; les sostenibilitats social, ambiental i econòmica; els futurs manteniment i desmantellament; les possibles futures modificacions, reduccions i addicions; les relacions amb altres projectes, productes, sistemes i organitzacions; els factors humans, històrics i culturals; els usuaris, entesos com totes les persones que s'hi relacionen, des de la concepció fins al desmantellament, passant pels anomenats usuaris finals; l'cicle de vida; l'impacte ambiental, polític, cultural i social; la recuperació, revalorització, ús i tractament dels residus; el benefici social; l'ergonomia; la logística, l'embalatge i la traçabilitat; la qualitat, la producció; l'estètica; la funcionabilitat; la seguretat; la normativa; criteris comercials i de marketing; i molts altres.
Després d'aquesta recerca, estudi i anàlisi, es creen o inventen propostes de projectes que en general no maximitzen ni minimitzen una sola variable sino que compleixen tots els requissits en un punt al «criteri de l'enginyer», que considera òptim en el seu conjunt.
A l'enginyeria cal el diàleg, escolta, comprensió i empatia amb totes les persones usuàries, implicades i afectades. Sempre calen reunions i negociacions amb els proveidors, col·laboradors i clients, amb els diferents actors i diversos departaments d'una organització, en general de diverses disciplines i amb interessos i prioritats diferents, i sovint alguns oposats entre ells, quan s'ha de dissenyar, implementar, produir i utilitzar una organització, projecte, producte o sistema.
L'enginyeria utilitza el coneixement de la ciència i les matemàtiques, la tecnologia, la tècnica, la creativitat i l'enginy, el savoir faire, la intuïció, la pràctica, l'assaig i error, la comunicació i l'experiència apropiada per a trobar els millors procedimemts, mètodes, processos, productes o sistemes als requeriments i circumstàncies "a la carta" en cada cas, personals, específics i concrets.
Si hi ha múltiples opcions, s'avaluen sobre la base de les seues qualitats i es tria la que s'estima més adient, o bé dues o tres opcions diferents, explicant-les, perquè el client esculli la que més li convé o agrada. Per la seva naturalesa creativa, en general hi ha tantes solucions bones, i fins i tot òptimes, com enginyers. Mai no hi ha una solució única i el fet que n'hi hagi diverses no implica que unes siguin millor que altres. Sovint la valoració és subjectiva i està relacionada amb el diàleg i la confiança.
En enginyeria es prova amb prototipus, maquetes, produccions de prova i d'altres maneres cada modificació, innovació o nou producte abans de procedir a la producció industrial. I encara abans, i després, es realitzen modelitzacions i simulacions, proves no invasives i proves destructives i diverses proves de qualitat a laboratoris o d'altres maneres. Les proves de qualitat es fan contínuament de manera quotidiana i planificada mentre duri la producció i utilització, i durant tot el cicle de vida, així com les mesures i controls de seguretat, ambiental i d'altres tipus.
A l'enginyeria es pressuposa el domini de les eines informàtiques i de programació, usades per a la coordinació, comunicació, planificació, càlculs, simulacions i altres, com per exemple el Solidworks, el Microstation o l'Autocad com a eines de dibuix o CAD, de l'anglès Computer Assisted Design, dibuix assistit per ordinador, programaris de càlcul CAE o Computer Assisted Engineering i CAM o Computer Aided Manufacturing.

## Ètica professional
Els enginyers s'han de prendre molt seriosament la seva responsabilitat professional per a produir dissenys que es desenvoluparan com estava previst i no causaran un dany inesperat a la gent en general. Normalment, els enginyers inclouen un factor de seguretat en els seus dissenys per a reduir el risc de fallades inesperades.
Els principis ètics dels enginyers consideren la màxima importància a la seguretat, la salut i el benestar del públic i s'han d'esforçar per complir els principis del desenvolupament sustentable en l'exercici de les funcions professionals, han de prestar serveis només a les àrees de la seva competència, han d'emetre declaracions públiques només de manera objectiva i veraç, han d'actuar en assumptes professionals per a cada ocupador o client com a agents o representants fidels, han d'evitar conflictes d'interessos, construir la seva reputació professional sobre el mèrit dels seus serveis i no competir de manera deslleial amb els altres, actuar de manera tal de mantenir i millorar l'honor, la integritat i la dignitat de la professió de l'enginyeria, i han d'actuar amb tolerància zero amb el suborn, el frau i la corrupció, continuar el desenvolupament professional al llarg de la seva carrera, i han d'oferir oportunitats per al desenvolupament professional dels enginyers sota la seva supervisió, i en tots els assumptes relacionats amb la seva professió, tractar totes les persones de manera justa i encoratjar la participació equitativa sense distinció de gènere o identitat de gènere, raça, origen nacional, ètnia, religió, edat, orientació sexual, discapacitat, afiliació política o família, marital o estat econòmic.

## Relació amb la ciència, la tecnologia i l'art
La ciència intenta explicar els fenòmens recents i sense explicació, creant models matemàtics que es corresponen amb els resultats experimentals. Tecnologia i enginyeria són l'aplicació del coneixement obtingut a través de la ciència i produeix resultats pràctics. Els científics treballen amb la ciència i els enginyers amb la tecnologia. Tanmateix, pot haver-hi punts de contacte entre la ciència i l'enginyeria. No és estrany que els científics es vegin implicats en les aplicacions pràctiques dels seus descobriments. Al contrari, durant el procés de desenvolupar tecnologia, els enginyers es troben a vegades explorant nous fenòmens.
També pot haver-hi connexions entre el funcionament dels enginyers i els artistes, sobretot als camps de l'arquitectura i del disseny industrial.

## Branques principals de l'enginyeria
L'enginyeria, igual que qualsevol altra ciència, és una disciplina àmplia que sovint es divideix en diverses disciplines. Aquestes disciplines s'ocupen de les diferents àrees del camp de treball de l'enginyeria. Encara que en principi un enginyer serà capacitat en una disciplina específica, a través de la carrera pot arribar a assolir una formació multidisciplinària, treballant en diverses de les diferents àrees. Les principals branques de l'enginyeria es poden classificar de la següent manera:
- Enginyeria aeroespacial:[22] Disseny d'aeronaus, naus espacials i temes relacionats.
  - Enginyeria aeronàutica:[23] construcció i funcionament d'aeronaus, dels aeroports i dels dispositius i les instal·lacions auxiliars.
  - Enginyeria en Vehicles Aeroespacials:[24] disseny, projecte, fabricació, operació i manteniment de vehicles espacials així com de les infraestructures relacionades.
  - Enginyeria en tecnologies aeroespacials:[25] Formació multidisciplinària que abasta tots els continguts formatius fonamentals que integren els estudis d'Enginyeria Aeronàutica.
  - Enginyeria d'Aeronavegació:[26] estructuració de l'espai aeri, aviònica i sistemes de comunicació, navegació i vigilància necessaris en el transport i la circulació aèries.
  - Enginyeria d'Aeroports:[27] Construcció, manteniment i gestió d'aeroports.
- Enginyeria civil:[28] Disseny i construcció d'obres públiques i privades, com les infraestructures (carreteres, ferrocarril, abastament i tractament d'aigua, etc.), ponts i edificis.
  - Enginyeria de la construcció:[29] gestionar i executar projectes constructius en l'àmbit de l'enginyeria d'obres públiques: construccions civils, hidrologia, transports i serveis urbans.
  - Enginyeria de Camins, Canals i Ports[30]
  - Enginyeria de recursos minerals:[31] recerca i valoració de jaciments minerals, energètics i aqüífers, tant pel que fa a la localització com a l'explotació.
    - Enginyeria de mines

  - Enginyeria geològica:[32] caracterització geològica i geotècnica del terreny per a l'execució d'obres d'enginyeria, l'anàlisi del seu comportament, la previsió de riscos geològics i l'avaluació de recursos.
    - Enginyeria geotècnica

  - Enginyeria geomàtica i topografia:[33] tecnologies del camp de la geomàtica, cartografia, sistemes d'informació geogràfica, fotogrametria i teledetecció, topografia, sistemes de posicionament global, etc.
- Enginyeries industrials:[34] activitats industrials en els seus vessants tecnològics, mediambientals, empresarials, etc.
  - Enginyeria elèctrica:[35] direcció i gestió de projectes d'enginyeria relacionats els sistemes elèctrics, els instal·lacions d'alta, mitjana i baixa potència, l'automatització de màquines i línies de producció industrial i la generació i distribució de l'energia elèctrica.
  - Enginyeria electrònica industrial i automàtica:[36] direcció i gestió de projectes d'enginyeria d'automatització i robòtica industrial, sistemes electrònics de control, instrumentació i electrònica analògica, digital i de potència.
  - Enginyeria mecànica: direcció i gestió de projectes relacionats amb el disseny de màquines i de sistemes de producció industrial, utilització d'eines informàtiques com el disseny assistit per ordinador (CAD), la fabricació assistida per ordinador (CAM) i l'enginyeria assistida per ordinador (CAE), el disseny i la construcció d'instal·lacions industrials, sistemes de climatització i refrigeració industrials o projectes d'enginyeria de fluids.[37]
  - Enginyeria Química: disseny, gestió, i direcció d'indústries químiques, farmacèutiques, agroalimentàries i biotecnològiques.[38]
  - Enginyeria de l'Energia: direcció i gestió de projectes relacionats amb els processos de generació, transport i distribució d'energia, en el camp de les energies convencionals o de les energies renovables (eòlica, solar, tèrmica, fotovoltaica, biomassa, geotèrmica, biogàs, etc.), també projectes d'eficiència i d'estalvi energètics.[39]
  - Enginyeria de materials:formació en el camp de la direcció tècnica i l'enginyeria de producció, direcció i gestió de projectes de garantia i qualitat de matèries primeres, disseny de nous materials, modelització de processos de producció, tractament de materials, etc.[40]
  - Enginyeria industrial: estudis multidisciplinaris de totes les tecnologies industrials, adreçats a projectar i dissenyar productes, processos i instal·lacions en tots els àmbits industrials.[41]
  - Altres: Enginyeria d'Organització Industrial, Enginyeria de Disseny Industrial i Desenvolupament del Producte, Enginyeria de Tecnologia i Disseny Tèxtil, Mecatrònica, Enginyeria logística, Enginyeria del petroli
- Enginyeria de biosistemes:[42] Agricultura, aqüicultura, indústries agroalimentàries, producció de fibres vegetals, biocombustibles, etc.
  - Enginyeria agrícola: coneixements científics i tecnològics vinculats amb la producció agrícola i ramadera, control de qualitat i seguretat dels aliments, etc.[43]
  - Enginyeria alimentària: tecnologies i processament de productes agroalimentaris, disseny de nous productes alimentaris, control de qualitat i seguretat dels aliments.[44]
  - Enginyeria forestal: fonaments científics del medi natural, desenvolupament i condicionament d'activitats forestals, gestió econòmica i legal de l'activitat forestal.[45]
  - Altres: Enginyeria de Sistemes Biològics, Enginyeria Agroambiental i del Paisatge, Enginyeria genètica
- Enginyeries en Tecnologies de la Informació i les Comunicacions:[46] tasques de direcció, disseny, producció, manteniment i gestió en projectes relacionats amb el sector de les Tecnologies de la Informació i la Comunicació (TIC).
  - Enginyeria de Sistemes de Telecomunicació: disseny, implementació i operació de productes, infraestructures i serveis de telecomunicació basat en sistemes de ràdio, fixos o mòbils, terrestres o per satèl·lit, o de comunicacions òptiques.[47]
    - Enginyeria de telecomunicació[48]

  - Enginyeria informàtica: concepció, desenvolupament i manteniment de sistemes, serveis, aplicacions i arquitectures informàtiques.[49]
    - Enginyeria de programari

  - Enginyeria telemàtica: direcció i gestió de projectes telemàtics en el sector de les comunicacions, audiovisual, recreatiu, cultural, sanitari, Administració Pública, turístic, industrial o la domòtica.[50]
  - Enginyeria de sistemes electrònics: disseny, desenvolupament i manteniment de sistemes electrònics, sistemes integrats, circuits electrònics de comunicacions, circuits i sistemes electrònics de potència o instrumentació electrònica.[51]
  - Altres: Enginyeria de sistemes TIC, Enginyeria de sistemes audiovisuals, Enginyeria de control,
- Enginyeries Naval, Marina i Nàutica[52]
  - Enginyeria en sistemes i tecnologia naval: disseny, construcció i instal·lació d'equips de propulsió i sistemes dels vaixells, direcció de manteniment d'instal·lacions marítimes i industrials.[53]
  - Enginyeria marina: Títol professional d'oficial de màquines de la marina mercant, manteniment d'instal·lacions marítimes i industrials, etc.[54]
  - Enginyeria nàutica i transport marítim: Títol professional de pilot de la marina mercant, direcció de ports esportius, inspecció de vaixells i pesca, control del tràfic marítim, etc.[55]

### Altres camps de l'enginyeria
- Enginyeria militar
- Enginyeria nuclear
- Nanoenginyeria